# Eva y Adán, agencia matrimonial
Eva y Adán, agencia matrimonial és una comèdia de situació de 20 episodis estrenada per Televisió espanyola el 23 de setembre de 1990.

## Argument
Eva Salvador és una jove llicenciada en Psicologia que ha sortit del convent i té la plena convicció que la seva missió en la vida és promoure la felicitat entre els seus semblants a través de l'amor de parella. Per això i al costat del seu soci Bruno González, emprat de banca i recentment divorciat, estableix una agència matrimonial. Assistits per Luisa, hauran de fer front a tota mena de situacions rocambolesques al llarg dels successius episodis.

## Personatges
Principals:
- Verónica Forqué..... Eva
- Antonio Resines..... Bruno
- Chus Lampreave..... Luisa

Recurrents:
- Teresa Hurtado..... Mari Paz
- Marta Baró..... Cleo
- Vicente Martín..... El Bolas
- Carmen Martínez Sierra..... Tía
- Francisco Merino..... Arturo Medina
- José María Tasso..... Donato

## Fitxa tècnica
- Direcció: Francisco Montolío, Carlos Serrano.
- Producció: Eduardo Esquide, Miguel Vázquez .
- Guió: José Luis Alonso de Santos, Yolanda García Serrano, Eduardo Ladrón de Guevara, Ignacio del Moral.
- Música: Julio Mengod.
- Muntatge: Salvador G. Sepúlveda, Juan Tafur.
- So: Máximo L. Hipola
- Vestuari: María A. Moreno.
- Maquillatge: Enriqueta Bello, Isabel Paz, Patricia Ródenas.
- Perruqueria: Inés González, Esther Vicen

## Premis
- Fotogramas de Plata 1990:[3]
  - Millor Actriu de TV: Verónica Forqué.
  - Millor Actor de TV: Antonio Resines.
  - Nominació a Millor Actriu de TV: Chus Lampreave.
- TP d'Or 1990: 
  - Millor Actriu: Verónica Forqué.
  - Nominació a Millor Actor: Antonio Resines.

## Episodis
- ¿Cuento contigo, socio?. 23-set-90		
  - Carmen Martínez Sierra
  - Eduardo Del Hoyo
  - Juan Carlos Alonso
  - Ángel de la Peña
  - Carmen San Esteban
  - Francisco Merino
  - Marisa Porcel
- Tres 'hermanas' para tres hermanos. 30-set-90		
  - Alicia Hermida
  - Ovidi Montllor
  - Fernando Ransanz
  - Cándida Tena
  - Concha Gómez Conde
  - Quino Pueyo
  - Ana María Ventura
- Vida sexual en pareja. 07-oct-90		
  - Ricardo Palacios
  - Teresa Hurtado
  - José María Tasso
  - Florinda Chico
- Hay amores que matan. 14-oct-90		
  - Rafael Álvarez "El Brujo"
  - Teresa Hurtado
- Cáscara amarga. 21-oct-90		
  - Ana Lúpez
  - Raúl Sender
  - Gloria Muñoz
  - Francisco Merino
- Sólo para mirones. 04-nov-90		
  - Eva León
  - Ángel de Andrés López
  - José Pedro Carrión
  - Josele Román
  - Carlos Lucas
  - Enrique Villén
- Amor de hombre. 11-nov-90		
  - Enrique San Francisco
  - Guillermo Montesinos
  - Marta Baró
  - Vicente Martín
  - José Luis San Juan
  - Teresa Hurtado
- Delicias tropicales. 18-nov-90		
  - Gerardo Malla
  - Ana Vasoni
  - José Luis Serrano
  - María Elena Flores
  - José María Tasso
  - Carlos Poyal
- Como en un cuento de hadas. 25-nov-90		
  - Luis Escobar
  - Marta Baró
  - José María Tasso
  - Juan Luis Galiardo
- Las mil y dos noches. 2-des-90		
  - Marta Baró
  - Vicente Martín
  - Neus Asensi
  - Mariano Venancio
  - Javier Ríos
  - Miguel Ángel Blanco
- Cara de ángel. 9-dic-90
  - Carmen Martínez Sierra
  - Narciso Ibáñez Menta
  - Elvira Quintillá
- ¿Estás depre, papá?. 16-des-90
  - Lucas Martín
  - Sonia Herrero
  - Lola Mateo
  - María Elías
  - José Luis Sanz
  - José María Tasso
  - Carmen Martínez Sierra
- Galería de asesinos. 23-des-90
  - Carmen Martínez Sierra
  - Narciso Ibáñez Menta
  - Elvira Quintillá
- Gajes del oficio. 30-des-90	
  - Pilar Bayona
  - Paco Plaza
  - Antonio Inchausti
  - Tomás Sáez
  - Carmen Balagué
  - Andoni Gracia
  - Javier Cámara
- Terapia de amor	. 13-gen-91
  - Adriana Ozores
  - Chema Muñoz
  - Jorge Eines
  - Marta Fernández Muro
  - Luis Pérezagua
  - Paca Ojea
  - Vene Herrero
- Tu eres mi héroe. 20-gen-91		
  - Carlos Hipólito
  - Chari Moreno
  - Teresa Hurtado
  - Raúl Moreno
  - Elvira Menéndez
- El señor de negro. 27-gen-91		
  - Julia Trujillo
  - Rafael Díaz
  - Marta Baró
  - Vicente Martín
  - Raúl Fraire
  - Paco Racionero
  - Antonio P. Costafreda
- Quiero comprarme un novio". 3-feb-91		
  - Conchita Montes
  - Héctor Colomé
  - Tony Carrasco
  - José Luis Benet
  - Johnny Aranguren
- Ropa interior. 10-feb-91
  - Claudia Gravy
  - José Luis Argüello
  - Leisa Campbell
  - Arturo Querejeta
  - Cristina Juan
  - Fernando Merinero
  - Derrick Vopelka
- Un verdadero paraíso	. 17-feb-91
  - Ángel de Andrés
  - Mary Begoña
  - Jesús Bonilla
  - Teresa Hurtado
  - Marta Baró
  - Vicente Martín